# Julius Heinrich Schwarze
Julius Heinrich Schwarze (* um 1706 in Dresden; † 21. Oktober 1775 ebenda) war ein deutscher Baumeister.  Mit Schwarze erreichte das „Dresdner Rokoko seinen Höhepunkt“.

## Leben
Nach dem Tod seines Lehrers Johann Christoph Knöffel wurde er 1752 Oberlandbaumeister im Dienst der Kurfürsten von Sachsen und schuf zahlreiche Bauten innerhalb des Kurfürstentums, so laut Fritz Löffler vermutlich das Palais Vitzthum-Schönburg und das Palais Moszinska und insbesondere das Coselpalais in Dresden.
Er war außerdem unter anderem am Erweiterungsbau des Taschenbergpalais und der Fertigstellung der Katholischen Hofkirche in Dresden, am Wiederaufbau der durch Brand zerstörten Stadt Suhl (Risse für das zu erbauende Amtshaus und das Rathaus, 1754) und am Bau der Elbbrücke in Torgau persönlich beteiligt. Von Schwarze stammen aus dem Jahr 1760 die ersten Pläne zur Entfestigung der Dresdner Befestigungsanlagen, die jedoch aus militärischen Gründen nicht umgesetzt wurden. Wegen seiner fortschreitenden Erblindung gab er 1763 seine Tätigkeit auf.

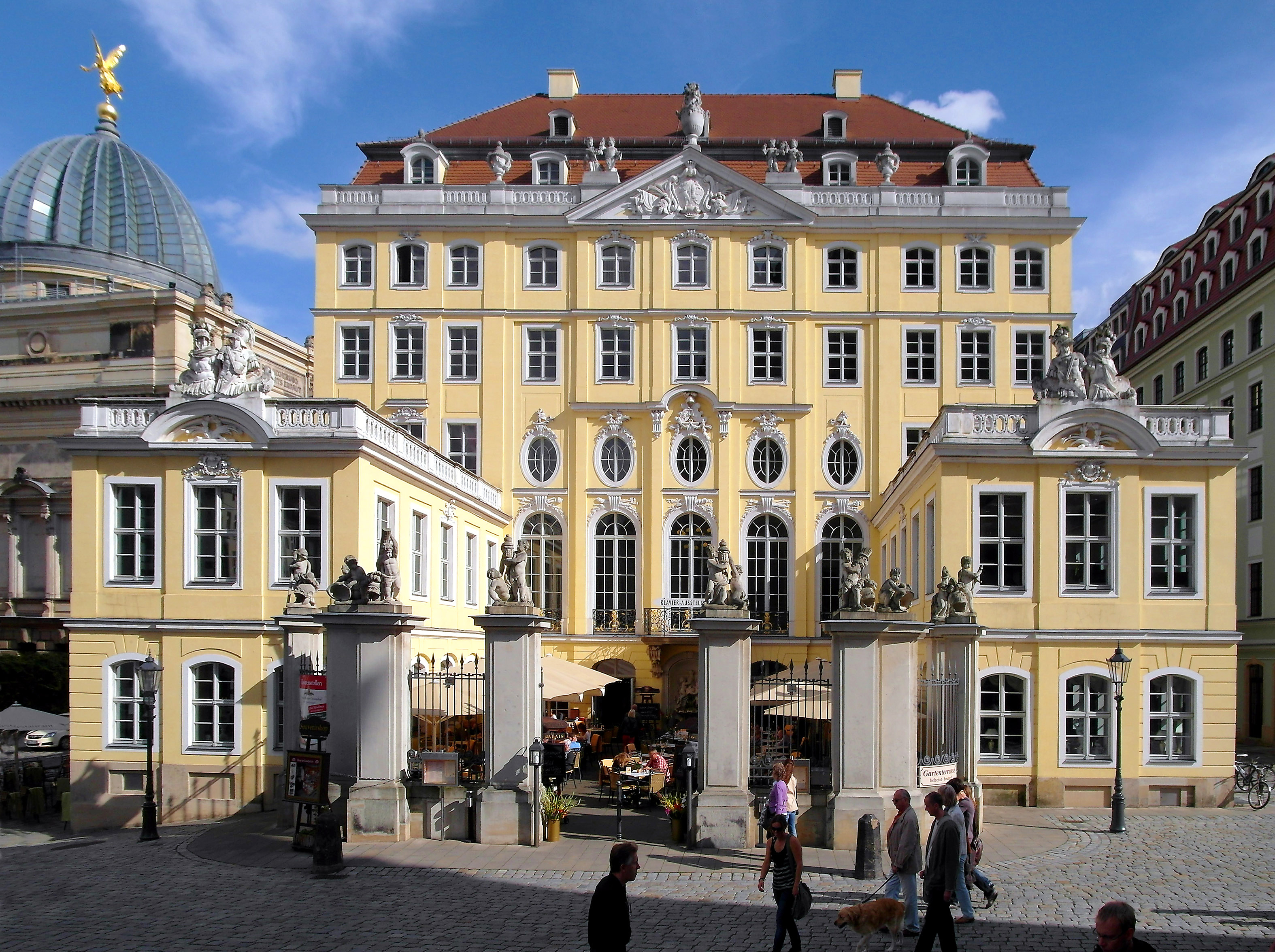
Coselpalais
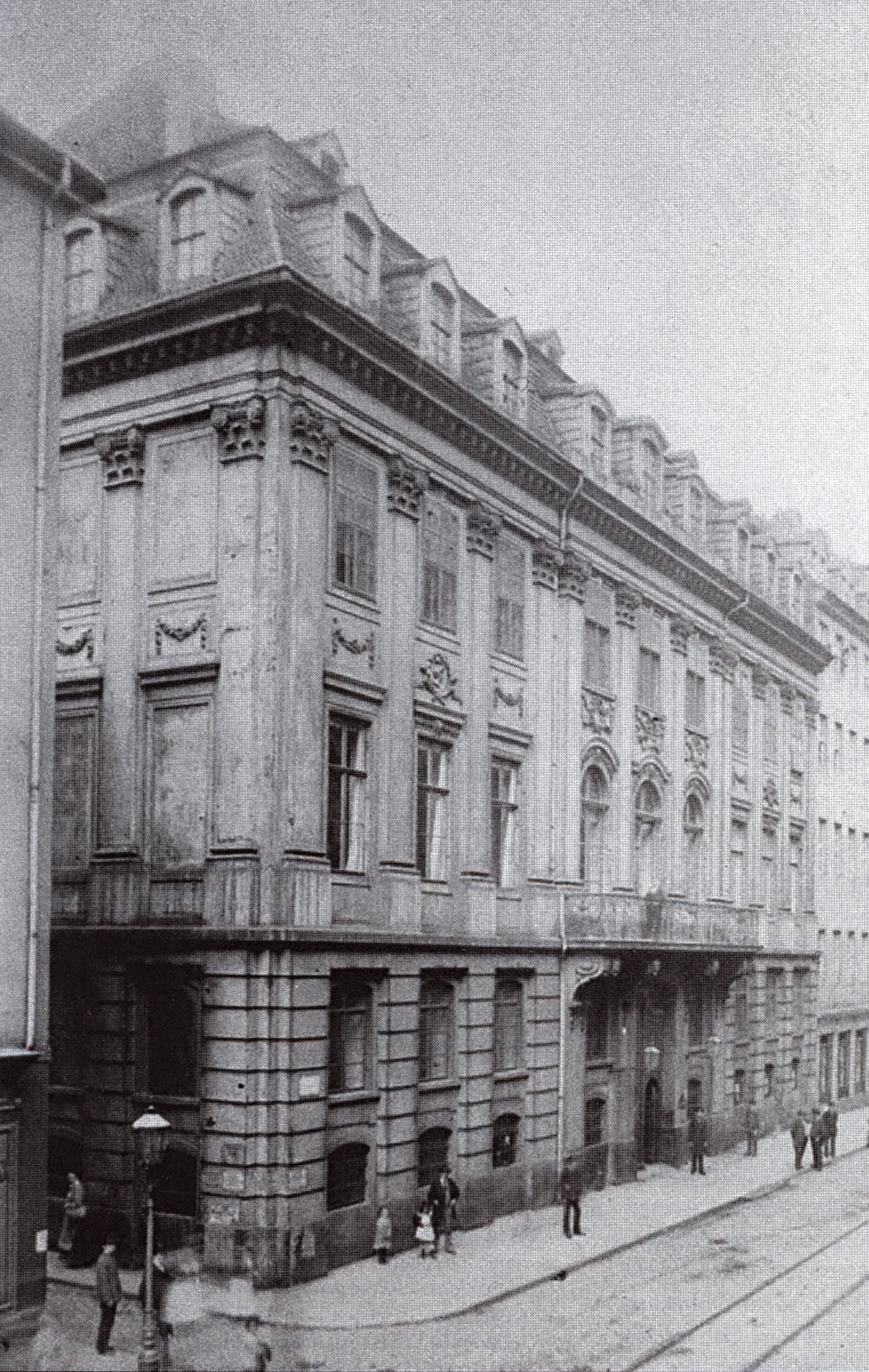
Palais Vitzthum-Schönburg
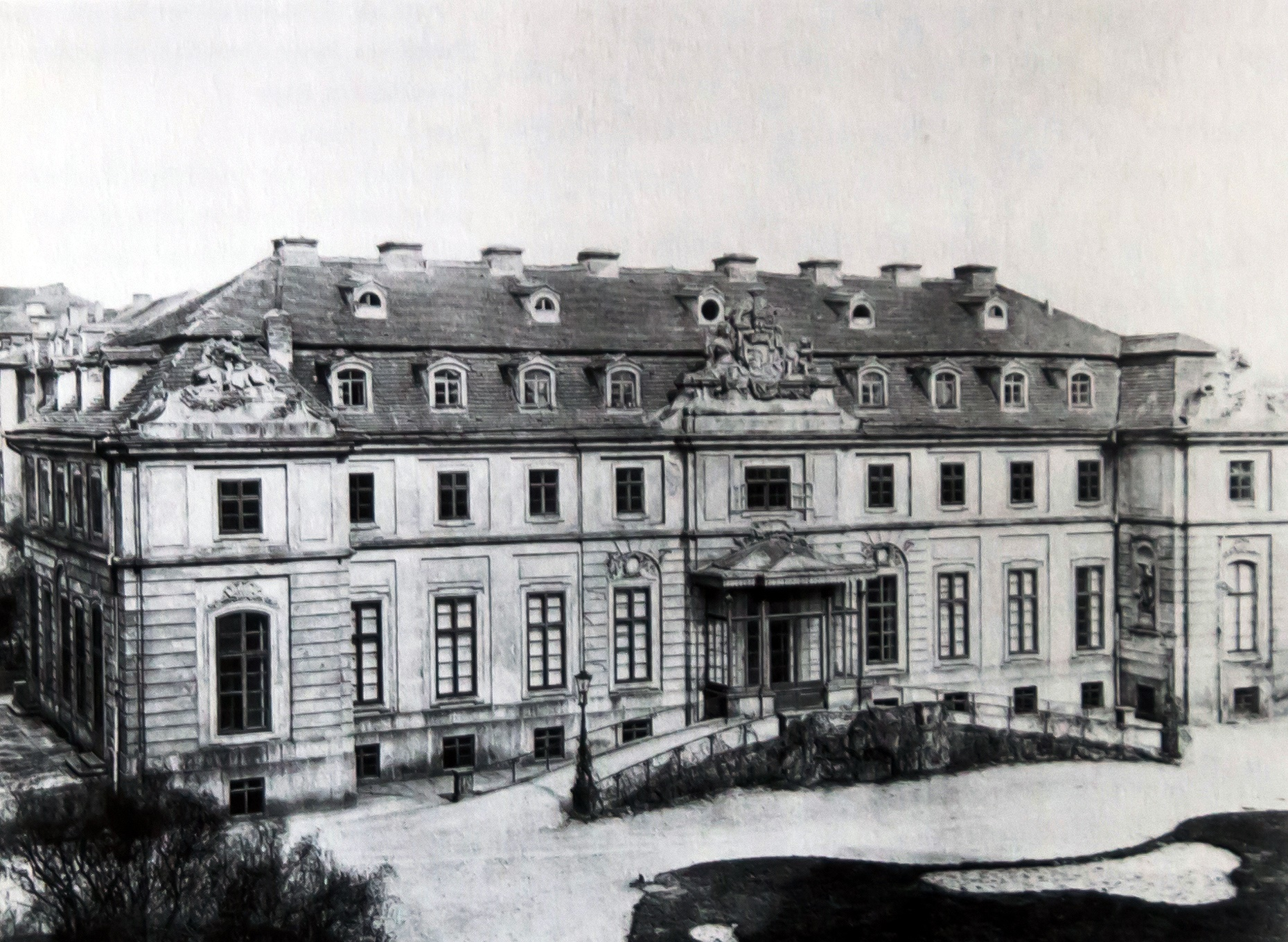
Palais Moszinska